# Lazhar Sebihi
Lazhar Sebihi (en arabe : لزهر صبيحي) est un footballeur algérien né le 3 avril 1980 à Annaba. Il évoluait au poste de milieu défensif.

## Biographie
Il évolue en première division algérienne avec son club formateur, l'USM Annaba. Il dispute 89 matchs en inscrivant un but en Ligue 1.

## Palmarès
USM Annaba
- Championnat d'Algérie D2 (1) :
  - Champion : 2006-07.